# Basismobiliteit
Basismobiliteit is een verzameling criteria voor de minimale bediening met openbaar vervoer voor een bepaald gebied. Het concept basismobiliteit impliceert dat iedere burger recht heeft om zich te kunnen verplaatsen, ook als hij of zij geen auto bezit.

## Vlaanderen en Nederland
Het begrip basismobiliteit is bekend geworden met het Vlaamse Decreet Basismobiliteit. Dat decreet geeft burgers een juridisch afdwingbaar recht op passende bediening met openbaar vervoer. Het concept werd in 2019 opgevolgd door een meer vraaggestuurd model met basisbereikbaarheid.
Ook veel Nederlandse OV-autoriteiten (provincies en stadsregio's) hebben voor hun openbaar vervoer expliciete normen gesteld voor minimale bediening. In Nederland is echter geen sprake van een formeel recht op bediening met openbaar vervoer.

## Typische normen (Nederland)
- Iedere kern van meer dan 500 inwoners dient ten minste ieder uur met een lijndienst ontsloten te worden.
- Binnen de bebouwde kom dient 95% van alle adressen binnen 400 meter van een bushalte te liggen.
- Buiten de gebieden die met lijndiensten ontsloten worden kunnen reizigers een Regiotaxi (collectief vraagafhankelijk vervoer) bestellen.
- De minimale bediening met lijndiensten én met vraagafhankelijk vervoer is meestal in de tijd begrensd, bijvoorbeeld op weekdagen van 7 uur 's ochtends tot 23 uur 's avonds.